# Jiminy Glick in Lalawood
Pour les articles homonymes, voir Glick.
Pour plus de détails, voir Fiche technique et Distribution.
Jiminy Glick in Lalawood est un film américano-canadien réalisé par Vadim Jean, sorti en 2004.

## Synopsis
Présentateur sur une chaîne de télévision du Montana, Jiminy Glick rêve de devenir célèbre. Son souhait est exaucé à la suite de l'interview que lui accorde Ben DiCarlo, l'acteur-réalisateur qui monte.

## Fiche technique
- Réalisation : Vadim Jean
- Scénario : Martin Short, Michael Short et Paul Flaherty
- Musique : David Lawrence
- Directeur de la photographie : Mike Fox
- Producteurs : David Abbitt, Bernie Brillstein, Paul Brooks (en), Peter Safran et Martin Short
- Genre : Comédie
- Durée : 90 minutes
- Pays de production :  États-Unis,  Canada
- Date de sortie en salles : 
  - Canada : 18 septembre 2004 (Toronto Film Festival)
  - États-Unis : 6 mai 2005

## Distribution
- Martin Short (VF : Jean-François Vlérick) : Jiminy Glick / David Lynch
- Jan Hooks : Dixie Glick
- John Michael Higgins : Andre Divine
- Elizabeth Perkins : Miranda Coolidge
- Linda Cardellini : Natalie Coolidge
- Corey Pearson (VF : Damien Ferrette) : Ben DiCarlo
- Kiefer Sutherland : lui-même
- Steve Martin : lui-même
- Sharon Stone : elle-même
- Whoopi Goldberg : elle-même
- Kevin Kline (VF : Guy Chapellier) : lui-même
- Pat O'Brien : lui-même
- Jake Gyllenhaal (VF : Patrick Mancini) : lui-même
- Forest Whitaker : lui-même
- Susan Sarandon : elle-même
- Kurt Russell : lui-même
- Rob Lowe : lui-même

 Source et légende : version française (VF) sur RS Doublage